# George Parker (Schauspieler)
George Maximilian Parker (* 25. April 1996 in Großbritannien) ist ein britischer Theater- und Filmschauspieler.

## Leben
George Parker machte 2010 seinen Schulabschluss an der Bedales Boarding School (Petersfield, Hampshire, Großbritannien). Er studierte an der University of Manchester Er erlernte das Schauspiel bis 2016 am Drama Center in London.

## Filmografie
| Jahr | Titel          | Rolle  | Regisseur |
| ---- | -------------- | ------ | --------- |
| 2015 | The Substitute | Martin | Beispiel  |

| Jahr | Titel                                 | Rolle        | Regisseur | Folgen   |
| ---- | ------------------------------------- | ------------ | --------- | -------- |
| 2019 | Pennyworth                            | Sam Shay     |           | 1 Folge  |
| 2021 | Shadow and Bone – Legenden der Grisha | Prinz Vasily |           | 2 Folgen |
| 2023 | Bodies                                | Henry Ashe   |           | 8 Folgen |

| Jahr | Titel   | Rolle  | Regisseur   |
| ---- | ------- | ------ | ----------- |
|      | Scarred | George | Steve Couch |

## Theater
| Jahr | Titel                             | Rolle              | Regisseur                             |
| ---- | --------------------------------- | ------------------ | ------------------------------------- |
| 2014 | The Tempest                       | Dresden            | Paul Goodwin                          |
| 2014 | Oedipus Rex                       | Tiresias           | Ceci Mourkagiannis / Heather Williams |
| 2015 | Motortown                         | Paul/Justin        | Hero Productions                      |
| 2015 | A Clockwork Orange                | Alex               | Emily Maister                         |
| 2015 | Medea                             | Jason              | Yorgos Karamalegos                    |
| 2016 | The Hothouse                      | Lamb               | Harry Burton                          |
|      | The country girl                  | Bernie Dodd        | Aoife Smyth                           |
| 2016 | Pericles                          | Lysimachus         | Paul Goodwin                          |
| 2016 | The Seagull                       | Konstantin Treplev | Irina Pakhomova                       |
| 2016 | I am Yusuf and this is my brother | Rufus              | Kristin Landon-Smith                  |
|      | Teddy                             | Teddy              | Eleanor Rhode                         |